# Aku (povo)
Os Aku são um grupo étnico minoritário da Gâmbia, representando provavelmente menos de 2% da população.
Os Aku são descendentes de  escravos libertos. Muitos falam Aku, uma Língua crioula à base de inglês.